# Паданглавас
Паданглавас (индон. Padang Lawas) — округ в провинции Северная Суматра. Административный центр — город Сибухуан.

## История
Округ был выделен в 2007 году из округа Южное Тапанули.

## Население
Согласно оценке 2007 года, на территории округа проживало 233 933 человек.

## Административное деление
Округ делится на следующие районы:
- Барумун
- Барумун-Тенгах
- Батанг-Лубу-Сутам
- Хуристак
- Хута-Раджа-Тинги
- Лубук-Барумун
- Соса
- Сосопан
- Улу-Барумун
- Барумун-Селатан
- Аэк-Набара-Барумун
- Сихапас-Барумун